# Комітет Верховної Ради України з питань Регламенту, депутатської етики та організації роботи Верховної Ради України
Комітет Верховної Ради України з питань Регламенту, депутатської етики та організації роботи Верховної Ради України — утворений 29 серпня 2019 у Верховній Раді України IX скликання. У складі комітету 11 депутатів, голова Комітету — Кальченко Сергій Віталійович.

## Склад
У складі комітету:
1. Кальченко Сергій Віталійович — голова Комітету
2. Пузійчук Андрій Вікторович — перший заступник голови Комітету
3. Культенко Артем Валерійович — заступник голови Комітету
4. Савченко Ольга Станіславівна — заступник голови Комітету
5. Папієв Михайло Миколайович — секретар Комітету
6. Фролов Павло Валерійович — голова підкомітету з питань Регламенту Верховної Ради України
7. Марченко Людмила Іванівна — голова підкомітету з питань законодавства про статус народного депутата України
8. Загородній Юрій Іванович — голова підкомітету з питань депутатської етики
9. Приходько Наталія Ігорівна — голова підкомітету з питань організації роботи Верховної Ради України
10. Синютка Олег Михайлович — голова підкомітету з питань забезпечення діяльності народних депутатів України
11. Гринчук Оксана Анатоліївна — голова підкомітету з питань забезпечення діяльності Верховної Ради України

## Предмет відання
Предметом відання Комітету є:
- Регламент Верховної Ради України та парламентські процедури;
- правовий статус народних депутатів України;
- надання згоди на притягнення до кримінальної відповідальності, затримання чи арешт народного депутата України;
- дострокове припинення повноважень народного депутата України;
- несумісність депутатського мандата з іншими видами діяльності;
- правовий статус депутатських фракцій (депутатських груп) у Верховній Раді України, позафракційних народних депутатів України;
- правовий статус комітетів та комісій Верховної Ради України;
- дисципліна та дотримання норм депутатської етики;
- матеріально-побутове забезпечення діяльності народних депутатів України;
- організація роботи Верховної Ради України та контроль за виконанням її апаратом функцій із забезпечення діяльності Верховної Ради України та її органів;
- кошторис Верховної Ради України.